# Michael Deffert
Michael Deffert (* 1. Januar 1968 in Hamburg; † 13. Juni 2021 in Berlin) war ein deutscher Schauspieler, Hörspielsprecher und Synchronsprecher.

## Leben und Karriere
Deffert wurde bei Juril Anikeew in Hamburg und Moskau ausgebildet und besuchte die Filmhochschule in Los Angeles. Er begann seine Schauspielkarriere im Jahr 1982 an den Hamburger Kammerspielen in Das Haus am See. Es folgten Gastauftritte in einer Folge der Krimiserie Tatort, in Wolffs Revier und Die Männer vom K3. Zwischen 1996 und 1999 verkörperte er als Hannes Lohberg in der Krimiserie SK-Babies eine der Hauptrollen.
Daneben arbeitete Michael Deffert über 30 Jahre bis zu seinem Tod regelmäßig als Synchronsprecher. So sprach er in den drei Aladdin-Filmen Aladdin, Dschafars Rückkehr und Aladdin und der König der Diebe die Rolle des Aladdin. Jeweils zweimal war er die Synchronstimme von Johnny Depp, Brad Pitt und Robin Shou. In dem Film Der vierte Engel war er die deutsche Stimme von Jason Priestley.
Seine Stimme hört man auch in Jugendhörspielen (z. B. Die Funk-Füchse), in der Werbung (z. B. Deutsche Telekom) sowie in Computerspielen (spielbarer Hauptcharakter Fable III). 2003 beteiligte er sich als Mitproduzent an dem Oscar-nominierten tschechisch-amerikanischen Kurzfilm Most.
Deffert verstarb am 13. Juni 2021 nach kurzer schwerer Krankheit in einem Berliner Krankenhaus.

## Filmografie (Auswahl)
- 1990: Tatort: Lauf eines Todes (Fernsehfilm)
- 1991: Großstadtrevier (Fernsehserie, Folge Altes Eisen)
- 1991: Zwei Münchner in Hamburg (Fernsehserie, Folge Ausgemustert)
- 1992: Alpen-Internat[4] (Fernsehserie)
- 1993: Schlußabrechnung (Fernsehfilm)
- 1993: Wolffs Revier (Fernsehserie, Folge Reifenpanne)
- 1994: Die Wache (Fernsehserie, Folge Tödlicher Sonntag)
- 1994: Die Männer vom K3 (Fernsehserie, Folge Ein friedliches Dorf)
- 1995: Tatort: Ein ehrenwertes Haus (Fernsehfilm)
- 1995: Der Bergdoktor (Fernsehserie, Folge Schwester Namenlos)
- 1996–1999: SK-Babies (Fernsehserie, 47 Folgen)
- 2001: HeliCops – Einsatz über Berlin (Fernsehserie, Folge Der Milliarden-Coup)
- 2002: Inspektor Rolle (Fernsehserie, Folge Top oder Flop)
- 2002–2012: Alarm für Cobra 11 – Die Autobahnpolizei (Fernsehserie, 3 Folgen)
- 2010: Not Worth a Bullet
- 2016: The Key
- 2016: Pope vs. Hitler (Fernseh-Dokudrama)

## Sprecherrollen (Auswahl)

### Kino
- 1990: Cry-Baby – Johnny Depp als Wade „Cry–Baby“ Walker
- 1991: Thelma & Louise – Brad Pitt als J.D.
- 1992: Twin Peaks – Der Film – Dana Ashbrook als Bobby Briggs
- 1992: Aladdin – Scott Weinger als Aladdin (Sprache)
- 1993: Arizona Dream – Johnny Depp als Axel Blackmar
- 1994: Dschafars Rückkehr – Scott Weinger als Aladdin „Al“ (Sprache)
- 1994: Johnny Suede – Brad Pitt als Johnny Suede
- 1995: Mortal Kombat – Robin Shou als Liu Kang
- 1995: Aladdin und der König der Diebe – Scott Weinger als Aladdin (Sprache)
- 1997: Mortal Kombat 2 – Annihilation – Robin Shou als Liu Kang
- 2001: The Fast and the Furious – Noel Gugliemi als Hector
- 2004: Shaun of the Dead – Simon Pegg als Shaun
- 2009: Avatar – Aufbruch nach Pandora – Giovanni Ribisi als Parker Selfridge
- 2010: Saw 3D – Vollendung – Chad Donella als Gibson
- 2011: Real Steel – John Gatins als Kingpin
- 2013: American Hustle – Shea Whigham als Carl Elway
- 2013: White House Down – Kevin Rankin als Carl Killick
- 2014: Veronica Mars – Francis Capra als Eli „Weevil“ Navarro
- 2014: 12 Years a Slave – Christopher Berry als Burch
- 2017: Death Note – Shea Whigham als James Turner
- 2017: Schneemann – Alec Newman als Mould Man
- 2017: Bad Moms 2 – Justin Hartley als Ty Swindle
- 2020: The Big Ugly – Brandon Sklenar als Junior

### Serien
- 1989: Baywatch – Die Rettungsschwimmer von Malibu – Billy Warlock als Eddie Kramer (Pilotfilm)
- 1990–1991, 2017: Twin Peaks – Dana Ashbrook als Bobby Briggs
- 1995: Der Prinz von Bel-Air – Jaleel White als Derek
- 2002–2007: Keine Gnade für Dad – Kevin Corrigan als Eddie Finnerty
- 2004–2005: O.C., California – Bradley Stryker als Trey Atwood
- 2004–2011: The Shield – Gesetz der Gewalt – Walton Goggins als Det. Shane Vendrell
- 2006: Tsubasa Chronicle – Mitsuru Miyamoto als Kyle Rondart
- 2006–2008: Veronica Mars – Francis Capra als Eli „Weevil“ Navarro
- 2006–2016: Criminal Minds – Shemar Moore als Derek Morgan
- 2007–2008, 2017: Doctor Who – John Simm als Der Master/Harold Saxon
- 2007–2008: Lost – Rodrigo Santoro als Paulo
- 2007–2008: My Name Is Earl – Silas Weir Mitchell als Donny Jones
- 2007–2009: Prison Break – Silas Weir Mitchell als Charles „Haywire“ Patoshik
- 2007–2010: Numbers – Die Logik des Verbrechens – Dylan Bruno als Colby Granger
- 2007–2015: Smallville – Justin Hartley als Oliver Queen / Green Arrow
- 2008: CSI – Den Tätern auf der Spur – Walton Goggins als Marlon Frost
- 2009–2013: Die Pinguine aus Madagascar – Tom McGrath als Skipper
- 2010, 2013: Dark Blue – Logan Marshall-Green als Dean Bendis
- 2012–2014: Sons of Anarchy – Walton Goggins als Venus Van Dam
- 2012–2015: The Walking Dead – Chad L. Coleman als Tyreese
- 2013: Person of Interest – Ebon Moss-Bachrach als Michael Cole
- 2013–2016: Banshee – Small Town. Big Secrets. – Antony Starr als Lucas Hood
- 2014: Vampire Diaries – Rick Cosnett als Dr. Wes Maxfield
- 2014–2017: Black Sails – Toby Schmitz als Jack Rackham
- 2015–2016: The Flash – Rick Cosnett als Eddie Thawne
- 2017: Fargo – Shea Whigham als Moe Dammick
- 2017–2019: The Orville – Scott Grimes als Lt. Gordon Malloy
- 2017–2021: S.W.A.T. – Shemar Moore als Sergeant Daniel „Hondo“ Harrelson (82 Episoden)
- 2018: Angels of Death – Hōchū Ōtsuka als Gray
- 2018: Inspektor Barnaby  - Neil Stuke als Curtis Farabee (Folge 'Ein Mords Zirkus')
- 2018–2020: Chilling Adventures of Sabrina – Richard Coyle als Faustus Blackwood
- 2019–2020: Haus des Geldes – José Manuel Poga als César Gandía (11 Episoden)
- 2020: Treadstone – Tom Mothersdale als Frank Ferguson
- 2021: Navy CIS: L.A.: Don Wallace als Frank Wallace

## Hörspiele (Auswahl)
- 1981: Gruselserie – 13: Dem Monster auf der blutigen Spur, Europa Miller International
- 1983–1985: Die Funk-Füchse, Europa Miller International
- 2002: Aladdin: Das Original-Hörspiel zum Film, Walt Disney Records (Aladdin. Das Original-Hörspiel zum Disney-Film: Audible)
- 2011: Gruselkabinett – 53: Die Herrenlose, Titania Medien, ISBN 978-3-7857-4477-2